# Фугельберг, Розали
Розали Ингеборг Каролина Фугельберг (29 декабря 1841, приход Кафедрального собора Линчёпинга — 8 мая 1911, Q10669898?, Скараборг) — первая женщина-стоматолог в Швеции после того, как эта профессия стала доступна для обоих полов.
Она была дочерью дантиста Королевского двора Швеции и помощницей своего отца. В 1861 году профессия стоматолога стала официально доступна для женщин. Фугельберг дважды пыталась получить сертификат дантиста; во второй раз её одобрили экзаменаторы, но не представитель стоматологов. Во время третьей попытки в 1866 году за экзаменом следила пресса, Aftonbladet и Dagens Nyheter. Фугельберг снова была отклонена Collegium Medicum, но получила королевское разрешение от монарха Швеции Карла XV. Таким образом, она стала первой женщиной-стоматологом после того, как профессия стала доступна женщинам: у Амалии Ассур уже была лицензия, но ей дали специальное разрешение до того, как эта профессия была официально разрешена обоим полам. Фугельберг была личным дантистом королевы Луизы Нидерландской с 1867 по 1871 годы, а затем работала в Стокгольме (1867—79) и Вестергётланде (1883—93). Она вышла замуж за морского капитана и миссионера Торелла и эмигрировала в египетскую Александрию.